# Elin Såger
Elin Såger, född 30 juni 1614 i Åbo, död 14 augusti 1669 i Åbo, var en finländsk affärsidkare. Hon drev flera familjeföretag som änka 1659–1669, bland annat ett handelshus i Åbo och tre järnbruk. Hon betraktas som en av de ekonomiskt mest inflytelserika kvinnorna i den finländska historien.   
Elin Såger var dotter till den förmögna borgaren Johan Såger (d. 1632) i Åbo, och dotterdotter till borgmästare Peter Plagman. Hon gifte sig 1631 med borgaren Peter Thorwöste, med vilken hon fick tio barn. Maken ägde Ansk och Mustio järnbruk och grundade Fiskars manufaktur år 1649. Efter sin makes död övertog hon hans affärsföretag. Hon lyckades lösa den djupa skuldsättning maken hade lämnat efter sig och även en rad andra katastrofer, som den förödelse branden i Åbo 1656 åstadkom och en fartygsförlisning 1668, och fick företagen att gå med stor vinst.